# Джек Рослович
Джек Рослович (англ. Jack Roslovic; 29 січня 1997, м. Колумбус, США) — американський хокеїст, центральний/правий нападник. Виступає за Університет Маямі у чемпіонаті НКАА.
Виступав за «USNTDP Juniors» (ХЛСШ).
У складі юніорської збірної США учасник чемпіонату світу 2015.
Досягнення
- Переможець юніорського чемпіонату світу (2015)